# Francisco de Las Casas
Francisco de Las Casas y Saavedra war ein spanischer Konquistador in Neu-Spanien (Mexiko) und Honduras. Geboren wurde er in Trujillo, Spanien. Seine genauen Lebensdaten sind nicht bekannt. Im Jahre 1513 heiratete er María de Aguilar und hatte mit ihr einen Sohn namens Gonzalo. Francisco de Las Casas hatte verwandtschaftliche Beziehungen zu Hernán Cortés.

## Leben

### Vorgeschichte
Im April 1523 schickte der Generalkapitän von Neu-Spanien, Hernán Cortés, Cristóbal de Olid nach Honduras. Dort sollte er für ihn eine Kolonie gründen und eine Passage zum Südmeer (Pazifischer Ozean) suchen. Cortés gab Olid das Kommando über fünf Schiffe und eine Brigantine. Er verfügte für dieses Unternehmen über 370 Soldaten und 22 Reiter. Unterwegs machte Olid Station auf Kuba. Dort überredete der Statthalter von Kuba, Diego Velázquez de Cuéllar, Olid seine eigene Kolonie in Honduras zu gründen und Cortés zu hintergehen. Velázquez wollte Olid finanziell unterstützen und gemeinsam wollten sie die neue Kolonie verwalten.
An der Küste von Honduras ging Olid am 3. Mai 1523 an Land und gründete die Stadt Triunfo de la Cruz. Danach erklärte sich selbst zum Gouverneur der neuen Kolonie.

### Im Auftrag von Hernán Cortés in Honduras
Hernán Cortés erfuhr 1524 von diesem Verrat und sandte Francisco de Las Casas mit mehreren Schiffen nach Honduras. Dort sollte er Olid festnehmen und das Land für Cortés in Besitz nehmen. Francisco de Las Casas geriet jedoch in schwerere Stürme und hatte Verluste vor der Küste von Belize und Honduras. Seine Schiffe schafften es gerade noch nach Triunfo de la Cruz. 
Als Olid die Schiffe von Francisco de Las Casas entdeckte, war ein großer Teil seiner Armee gerade im Inland. Olid hatte Streit mit Gil González Dávila, einem anderen spanischen Kolonisten und dessen Truppe.
Obwohl Olid nur wenige Männer zur Verfügung hatte, beschloss er einen Angriff mit zwei Karavellen. Es kam zu einem Seegefecht, bei dem Olid ein Schiff verlor. Unter diesen Umständen wollte er Zeit gewinnen und bat Francisco de Las Casas um eine Waffenruhe und anschließende Friedensverhandlungen.
In der Nacht zerstörte jedoch ein Sturm die Flotte und etwa ein Drittel der Männer von Francisco de Las Casas ertranken. Der Rest wurde von Olid gefangen genommen. Nach zwei Tagen zwang er die geretteten Männer, ihm die Treue zu schwören. Nur Francisco de Las Casas behielt er weiterhin in Haft.
Auch Gil González Dávila war von Olids Männern gefangen. Doch Olid ging sehr sorglos mit diesen beiden Gefangenen um. Er ließ sie frei in seinem neuen Hauptquartier, in Naco herumlaufen und begnügte sich mit ihrem Wort, dass sie nicht fliehen würden. Doch Francisco de Las Casas beschloss Olid zu töten. Mit anderen Getreuen verabredete er sich zu einem Mordkomplott. Bei einem Essen packte er den Bart von Olid und stieß dem Mann einen Dolch in die Kehle. Alle Anwesenden stachen daraufhin mit ihren Waffen zu, so dass Olid zu Boden ging. Auf dem Marktplatz von Naco wurde der Schwerverletzte enthauptet. Daraufhin sammelte Francisco de Las Casas seine Männer um sich und übernahm die Macht in der Provinz. Keiner von Olids Männern wagte sich zu widersetzen.

### Als Gefangener nach Spanien
Hernán Cortés hatte nun schon seit Monaten nichts mehr von Francisco de Las Casas gehört und wollte nun selbst gegen Olid vorgehen. Er rüstete eine Landexpedition aus und marschierte im Herbst 1524 nach Süden. Währenddessen reisten Francisco de Las Casas 1525 mit dem Schiff nach Veracruz und dann über Land in die Hauptstadt Tenochtitlán. Dort hatten die Gegner von Hernán Cortés Gerüchte gestreut, dass der Generalkapitän nicht mehr am Leben sei und teilten gerade seinen riesigen Besitz untereinander auf. Als Francisco de Las Casas sich dagegen aussprach, wurde er festgenommen und wegen des Mordes an Olid zum Tode verurteilt. Nur knapp entging er seinem Urteil, weil er an die Gnade des Kaisers Karl V. appellieren wollte. So schickten ihn die Gegner von Cortés in Ketten nach Spanien. Erst im Jahre 1527 konnte er als freier Mann nach Neu-Spanien zurückkehren.